# Черняков, Юрий Николаевич
Ю́рий Никола́евич Черняко́в (1 августа 1918 — 14 февраля 2004) — советский дипломат. Чрезвычайный и полномочный посол.

## Биография
Участник Великой Отечественной войны

Юрий Николаевич оказался человеком недюжинным, фронтовиком, да ещё фронтовиком «перспективным»: воевал на «Малой земле», был и остался приятелем Брежнева. Кстати, встречался на фронте с Сергеем Борзенко, а после войны и с Гайдаром, в связи с чем попросил меня передать Тимуру «специальный салам», что я и сделал в приписке к ближайшей корреспонденции.— Верстаков В. От "Правды" до "Свободы": Служебная повесть
.
В звании капитана разведывательного батальона в составе 18-й армии принимал участие в морском десанте на плацдарме «Малая земля» под г. Новороссийском в 1943 г., который был почти полностью уничтожен немцами, получив серьёзное ранение.
За героизм и мужество, проявленные в этих боях, сорок два десантника были представлены к наградам. Из них восемь — к ордену Красного Знамени и пятнадцать — к ордену Красной Звезды. Из представлений к наградам: «Старшие лейтенанты Черняков и Савченко с группой бойцов в пять человек отразили три контратаки противника. В ходе боя Черняков лично уничтожил 17 фашистов».
По его рассказам, хорошо запомнил начальника политотдела 18-й армии полковника Л. И. Брежнева, впоследствии генерального секретаря ЦК КПСС, который находился в другой части десантной группы, которая пострадала меньше. Никогда не находился в каких-то приятельских отношениях с Л. И. Брежневым, хотя сам факт участия в боевых действиях в составе одной и той же армии мог сыграть свою роль в последующей карьере Чернякова Ю. Н.
С 1948 года — на дипломатической работе.
В 1948—1950 годах — сотрудник центрального аппарата МИД СССР.
В 1957—1959 годах — советник посольства СССР в Венгрии.
В 1965—1967 годах — советник, в 1967—1970 годах — советник-посланник посольства СССР в США.
В 1970—1973 годах — заведующий Отделом печати, затем — генеральный секретарь МИД СССР, член Коллегии министерства.
В 1977 году был назначен чрезвычайным и полномочным послом СССР в Сирийской Арабской Республике, сменив на этом посту Н. Мухитдинова.
В 1979—1984 годах — заведующий Отделом печати, член Коллегии МИД СССР.
С 1984 года — в отставке.
Автор ряда книг, учебников и статей по международным отношениям, в том числе монографий «Дипломаты, чиновники и другие: советские министры иностранных дел (1917—1991)» и «Дипломаты и чиновники: российские министры иностранных дел (1991—2000)».

## Награды
- Орден Отечественной войны II степени (1943)
- Орден Трудового Красного Знамени
- Орден Дружбы народов
- Медаль «За оборону Кавказа»